# Steve Cram
Stephen »Steve« Cram, MBE, angleški atlet, * 14. oktober 1960, Jarrow, Tyneside, Anglija, Združeno kraljestvo.
Cram je v svoji karieri nastopil na poletnih olimpijskih igrah v letih 1980 v Moskvi, 1984 v Los Angelesu in 1988 v Seulu. Največji uspeh je dosegel na igrah leta 1984, ko je osvojil srebrno medaljo v teku na 1500 m. V tej disciplini je osvojil tudi naslov svetovnega prvaka leta 1983 ter naslova evropskega prvaka v letih 1982 in 1986, ko je bil tudi bronast na 800 m. Na Igrah Commonwealtha je zmagal na 1500 m v letih 1982 in 1986 ter na 800 m leta 1986. 16. julija 1985 je postavil svetovni rekord v teku na 1500 m s časom 3:29,67, ki je veljal do avgusta istega leta, ko ga je izboljšal Saïd Aouita. 27. julija 1985 je s časom 3:46,32 postavil še nov svetovni rekord v teku na miljo. Ta je veljal do septembra 1993, ko ga je prevzel Noureddine Morceli.
Leta 2009 je bil sprejet v Angleški atletski hram slavnih.